# Brytningsindex

Snells lag beskriver ljusbrytning: n_{1} sin Θ_{1} = n_{2} sin Θ_{2}.

Brytningsindex, även kallat refraktionsindex, är en materialegenskap som beskriver utbredningen av elektromagnetiska vågrörelser i ett ämne. 
När en våg går snett från ett medium till ett annat med olika brytningsindex medför hastighetsändringen en ändring av utbredningsriktningen, där vinkeln bestäms av skillnaden mellan brytningsindex i medierna. Ändringen i brytningsindex kan vara språngartad, till exempel gränsytan mellan vattnet i en sjö och luften. Men det finns också fall där brytningsindex ändrar sig kontinuerligt, till exempel inom en luftmassa, där temperatur och tryck ändras långsamt utefter vågens utbredning.
Definition:
{\displaystyle n={\frac {c}{v}}={\sqrt {\epsilon _{r}\mu _{r}}}}
där n  är brytningsindex, c  ljushastigheten i vakuum och v  utbredningshastigheten i det aktuella ämnet, εr är relativa permittiviteten och μr relativa permeabiliteten. 

## Frekvensberoende
Brytningsindex är frekvensberoende (dispersion). Om inget annat sägs, avses gult natriumljus (Fraunhoferska dubbellinjen D, 589 nm) samt normal temperatur (20 °C) och tryck (1033 hPa) (NTP).
För en metall, där relativa permeabiliteten är ungefär 1, är brytningsindex för små vinkelfrekvenser ω ungefär lika med
{\displaystyle n={\sqrt {\epsilon _{r}}}={\sqrt {1-{\frac {\omega _{p}^{2}}{\omega ^{2}}}}}\equiv {\sqrt {1-{\frac {ne^{2}}{\epsilon _{0}m\omega ^{2}}}}}}
där ωp är plasmonfrekvensen, n är elektrontätheten, e elektronens laddning, m dess massa och ε0 permittiviteten i vakuum.

## Tillämpningar
Några praktiska exempel där brytningsindex spelar in:
- Refraktion: ett sugrör i ett dricksglas med vatten synes vara knäckt vid vätskeytan, trots att sugröret bevisligen är alldeles rakt. Orsaken är att vatten har annat brytningsindex än luft.

- Hägringsfenomenet beror på att atmosfären är skiktad i lager med olika brytningsindex, vilket är en följd av språngvisa ändringar av temperatur, barometerstånd, fuktighet m m.

- Radiovågors avböjning i jonosfären på grund av skiktning med olika täthet av joner och fria elektroner. Denna avböjning är förklaringen till att långdistanskommunikation med kortvåg är möjlig.

- Uppkomsten av s.k. radaränglar, liknande mekanism som vid hägringar vid synligt ljus, fast i detta fall med radiovågor.

## Brytningsindex för några material
| Vakuum              | 1 (exakt) |
| Syrgas              | 1,00027   |
| Luft                | 1,00029   |
| Kvävgas             | 1,00030   |
| Vatten              | 1,33      |
| Etanol              | 1,36      |
| Terpentin           | 1,47      |
| Kronglas            | 1,51      |
| Bergkristall        | 1,54      |
| Flintglas           | 1,75      |
| Guanin              | 1,83      |
| Diamant             | 2,417     |
| Titandioxidkristall | 3         |